# Hieracium leyanum
Hieracium leyanum es una especie de planta con flor del género Hieracium, de la familia Asteraceae, orden Asterales.

## Distribución
Hieracium leyanum se distribuye por Gales.

## Taxonomía
Fue descrita científicamente por (Zahn) Roffey.
Tratamiento taxonómico
La especie aparece registrada en una sección de la publicación H.C.Watson, London Cat. Brit. Pl.